# Classificazione dei Cetacei
Riportiamo qui la classificazione dell'ordine dei cetacei. Tra parentesi sono riportati i nomi comuni italiani delle specie.

## Sottordine Mysticeti

### Famiglia Balaenidae
- Genere Balaena
  - Specie Balaena mysticetus (balena della Groenlandia)

- Genere Eubalaena (balena nera) 
  - Specie Eubalaena australis (balena franca australe)
  - Specie Eubalaena glacialis (balena franca nordatlantica)
  - Specie Eubalaena japonica (balena franca nordpacifica)

### Famiglia Balaenopteridae
- Genere Balaenoptera
  - Specie Balaenoptera acutorostrata (balenottera minore)
  - Specie Balaenoptera bonaerensis (balenottera minore antartica) Considerata da alcuni una sottospecie di Balaenoptera acutorostrata
  - Specie Balaenoptera borealis (balenottera boreale)
  - Specie Balaenoptera brydei (balenottera di Bryde)
  - Specie Balaenoptera edeni (balenottera di Eden)
  - Specie Balaenoptera musculus (balenottera azzurra)
  - Specie Balaenoptera omurai (balenottera di Omura)
  - Specie Balaenoptera physalus (balenottera comune)

- Genere Megaptera
  - Specie Megaptera novaeangliae (megattera)

### Famiglia Eschrichtiidae
- Genere Eschrichtius
  - Specie Eschrichtius robustus (balena grigia)

### Famiglia Neobalaenidae
- Genere Caperea
  - Specie Caperea marginata (caperea)

## Sottordine Odontoceti

### Superfamiglia Physeteroidea
Tassonomia controversa: alcuni autori racchiudono le tre specie sotto la famiglia Physeteridae o sotto la famiglia Kogiidae, altri considerano le due famiglie separate

#### Famiglia Kogiidae
- Genere Kogia
  - Specie Kogia breviceps (cogia di De Blainville)
  - Specie Kogia simus (cogia di Owen)

#### Famiglia Physeteridae
- Genere Physeter
  - Specie Physeter macrocephalus (capodoglio)

### Superfamiglia Platanistoidae
Tassonomia controversa: c'è chi divide le specie in due famiglie (Platanistidae e Iniidae), o chi racchiude le specie sotto la famiglia Platanistidae

#### Famiglia Iniidae
- Inia geoffrensis (inia)

#### Famiglia Lipotidae
- Lipotes vexillifer (lipote)

#### Famiglia Platanistidae
- Platanista gangetica (platanista del Gange)
- Platanista minor (platanista dell'Indo) Considerata da alcuni come una sottospecie di Platanista gangetica

#### Famiglia Pontoporiidae
- Pontoporia blainvillei (pontoporia)

### Superfamiglia Delphinoidea

#### Famiglia Monodontidae
- Genere Delphinapterus
  - Specie Delphinapterus leucas (beluga)

- Genere Monodon
  - Specie Monodon monoceros (narvalo)

#### Famiglia Phocoenidae
- Genere Australophocaena
  - Specie Australophocaena dioptrica (australofocena)

- Genere Neophocaena
  - Specie Neophocaena phocaenoides (neofocena)

- Genere Phocoena
  - Specie Phocoena phocoena (focena comune)
  - Specie Phocoena sinus (focena del golfo di California)
  - Specie Phocoena spinipinnis (focena spinipinne)

- Genere Phocoenoides
  - Specie Phocoenoides dalli (focenoide)

#### Famiglia Delphinidae
- Genere Cephalorhynchus
  - Specie Cephalorhynchus commersonii (cefalorinco di Commerson)
  - Specie Cephalorhynchus eutropia (cefalorinco eutropia)
  - Specie Cephalorhynchus heavisidii (cefalorinco di Heaviside)
  - Specie Cephalorhynchus hectori (cefalorinco di Hector)

- Genere Delphinus
  - Specie Delphinus delphis (delfino comune)
  - Specie Delphinus capensis (delfino comune dal lungo rostro)
- Genere Feresa
  - Specie Feresa attenuata (feresa)

- Genere Globicephala
  - Specie Globicephala macrorhynchus (globicefalo di Gray)
  - Specie Globicephala melas (globicefalo)

- Genere Grampus
  - Specie Grampus griseus (grampo)

- Genere Lagenodelphis
  - Specie Lagenodelphis hosei (lagenodelfino)

- Genere Lagenorhynchus
  - Specie Lagenorhynchus acutus (lagenorinco acuto)
  - Specie Lagenorhynchus albirostris (lagenorinco rostrobianco)
  - Specie Lagenorhynchus australis (lagenorinco australe)
  - Specie Lagenorhynchus cruciger (lagenorinco dalla croce)
  - Specie Lagenorhynchus obliquidens (lagenorinco dai denti obliqui)
  - Specie Lagenorhynchus obscurus (lagenorinco scuro)

- Genere Lissodelphis
  - Specie Lissodelphis borealis (lissodelfino boreale)
  - Specie Lissodelphis peronii (lissodelfino australe)

- Genere Orcaella
  - Specie Orcaella brevirostris (orcella asiatica)
  - Specie Orcaella heinsohni (orcella australiana)

- Genere Orcinus
  - Specie Orcinus orca (orca)

- Genere Peponocephala
  - Specie Peponocephala electra (peponocefalo)

- Genere Pseudorca
  - Specie Pseudorca crassidens (pseudorca)

- Genere Sotalia
  - Specie Sotalia fluviatilis (sotalia)

- Genere Sousa
  - Specie Sousa chinensis (susa indopacifica)
  - Specie Sousa teuszii (susa atlantica)

- Genere Stenella
  - Specie Stenella attenuata (stenella maculata pantropicale)
  - Specie Stenella clymene (stenella climene)
  - Specie Stenella coeruleoalba (stenella striata)
  - Specie Stenella frontalis (stenella maculata atlantica)
  - Specie Stenella longirostris (stenella dal lungo rostro)

- Genere Steno
  - Specie Steno bredanensis (steno)

- Genere Tursiops
  - Specie Tursiops aduncus (tursiope indo-pacifico)
  - Specie Tursiops truncatus (tursiope)
  - Specie Tursiops australis (tursiope australe)

### Superfamiglia Ziphiioidae

#### Famiglia Ziphiidae
- Genere Berardius
  - Specie Berardius arnuxii (berardio australe)
  - Specie Berardius bairdii (berardio boreale)

- Genere Hyperoodon
  - Specie Hyperoodon ampullatus (iperodonte boreale)
  - Specie Hyperoodon planifrons (iperodonte australe)

- Genere Indopacetus
  - Specie Indopacetus pacificus (mesoplodonte di Longman)

- Genere Mesoplodon
  - Specie Mesoplodon bidens (mesoplodonte di Sowerby)
  - Specie Mesoplodon bowdoini (mesoplodonte di Bowdoini)
  - Specie Mesoplodon carlhubbsi (mesoplodonte di Hubbs)
  - Specie Mesoplodon densirostris (mesoplodonte di De Blainville)
  - Specie Mesoplodon europaeus (mesoplodonte di Gervais)
  - Specie Mesoplodon ginkgodens (mesoplodonte di Nishiwaki)
  - Specie Mesoplodon grayi (mesoplodonte di Gray)
  - Specie Mesoplodon hectori (mesoplodonte di Hector)
  - Specie Mesoplodon layardii (mesoplodonte di Layard)
  - Specie Mesoplodon mirus (mesoplodonte di True)
  - Specie Mesoplodon peruvianus (mesoplodonte pigmeo)
  - Specie Mesoplodon stejnegeri (mesoplodonte di Stejneger)

- Genere Tasmacetus
  - Specie Tasmacetus shepherdi (tasmaceto)

- Genere Ziphius
  - Specie Ziphius cavirostris (zifio)